# Trofeu 15 d'Abril
Le Trofeu 15 d'Abril est une course cycliste disputée sur une journée en Catalogne. Créée en 2015, cette compétition commémore l'indépendance administrative de la localité de La Canonja, qui fut détachée de Tarragone le 15 avril 2010. Elle est réservée aux juniors (moins de 19 ans),. 
Durant ses débuts, l'épreuve constitue une manche de la Coupe de Catalogne juniors. Elle figure ensuite au programme de la Coupe d'Espagne juniors. En 2025, elle accède au niveau international en bénéficiant du label de l'UCI. 

## Palmarès
| Année     | Vainqueur          | Deuxième         | Troisième          |
| --------- | ------------------ | ---------------- | ------------------ |
| 2015      | Joel Nicolau       | Pol Hervás       | Ismael Pascua      |
| 2016      | Alejandro Ropero   | Savva Novikov    | David Gijón        |
| 2017      | Guillem García     | Adrián González  | Lorenzo Pardo      |
| 2018      | Sergio Trueba      | Carlos Rodríguez | José González Anes |
| 2019      | Fernando Tercero   | Gaizka Ansola    | Gerardo Edo        |
| 2020-2021 | Pas organisé       | Pas organisé     | Pas organisé       |
| 2022      | Pablo Lospitao     | Savelii Laptev   | Pau Martí          |
| 2023      | Ilya Savekin       | Danil Kazakov    | Albert Pla         |
| 2024      | Joan Roca          | José María Pina  | Hodei Muñoz        |
| 2025      | Daniil Veshanyakov | Danil Svilovskii | Narcis Monturiol   |